# Salix kangensis
Salix kangensis là một loài thực vật có hoa trong họ Liễu. Loài này được Nakai miêu tả khoa học đầu tiên năm 1916.